# Seagraves (Texas)
Seagraves es una ciudad ubicada en el condado de Gaines en el estado estadounidense de Texas. En el Censo de 2010 tenía una población de 2417 habitantes y una densidad poblacional de 642,26 personas por km².

## Geografía
Seagraves se encuentra ubicada en las coordenadas 32°56′31″N 102°33′57″O / 32.94194, -102.56583. Según la Oficina del Censo de los Estados Unidos, Seagraves tiene una superficie total de 3.76 km², de la cual 3.76 km² corresponden a tierra firme y (0%) 0 km² es agua.

## Demografía
Según el censo de 2010, había 2417 personas residiendo en Seagraves. La densidad de población era de 642,26 hab./km². De los 2417 habitantes, Seagraves estaba compuesto por el 73.36% blancos, el 5.71% eran afroamericanos, el 0.74% eran amerindios, el 0% eran asiáticos, el 0% eran isleños del Pacífico, el 17.46% eran de otras razas y el 2.73% pertenecían a dos o más razas. Del total de la población el 65.58% eran hispanos o latinos de cualquier raza.